# Стронак, Фрэнк
Фрэнк Стронак (англ. Frank Stronach; родился 6 сентября 1932 года) — австрийский и канадский бизнесмен и политик, награждён Орденом Канады.
Стронак является основателем Magna International, одного из крупнейших мировых производителей автокомплектующих, компания базируется в Орора, Онтарио, Канада, а также компаний Granite Real Estate и Stronach Group, которые специализируются на индустрии развлечений и конных скачках. По состоянию на 2013 год Стронак занимал 19-ю строчку в списке самых богатых людей Канады, его состояние оценивалось в 3,12 миллиарда канадских долларов.
В 2011 году начал заниматься политикой в Австрии, для кампании в поддержку классического либерализма и против евро, основал институт Стронака. В 2012 году основал в Австрии политическую партию Team Stronach.

## Ранние годы
Фрэнк Стронак родился 6 сентября 1932 года в семье рабочих в Гутенберг-ан-дер-Рабкламм, в федеральной земле Штирия Австрия, под именем Франц Штрозак. Детство Стронака прошло во времена Великой депрессии и Второй мировой войны. В 14 лет Фрэнк оставил школу, чтобы пойти подмастерье на заводе по производству деталей для автомобилей. В 1954 году он переезжает в Монреаль, Квебек, а затем в Онтарио.

## Семейная жизнь
Стронак женился на Эльфриде Салмуттер, также австрийке по происхождению. У них есть двое детей: Белинда Стронак, бывший депутат либеральной партии (а ранее консервативной) и бывший генеральный директор компании Magna, и Эндрю Стронак, который выступает на скачках и занимается разведением чистокровных скакунов в Обервальтерсдорф, Австрия и Орора, Онтарио.
1 октября 2018 года Фрэнк и Эльфрида подали иск против своей дочери, Белинды, а также внуков Николь, Фрэнки и Алана Оссипа за неисполнение обязательств в отношении управления компанией The Stronach Group, которую Фрэнк покинул с поста члена правления в 2013 году, когда баллотировался на выборы в Австрии.

## Профессиональная деятельность
В 1956 году Стронак основал свою первую компанию, Multimatic Investments Ltd., которая располагалась в старом производственном районе Торонто. В 1969 году компания получила свой первый контракт на автомобильные запчасти и объединилась с Magna Electronics. В 1973 компания была переименована из Multimatic Investments Ltd в Magna International Ltd. В течение следующих десятилетий бизнес Стронака после нескольких слияний и поглощений превратился в настоящую империю. В настоящее время Стронак является неисполнительным председателем правления Magna International, он владеет несколькими голосующими акциями компании, которые дают ему большинство голосов для решения вопросов, вынесенных на голосование акционеров. Он контролирует право голоса среди акционеров, хотя владеет всего 4 % акций Magna. Его зарплатные выплаты за последние несколько лет составляют от 30 до 50 миллионов канадских долларов. В октябре 2018 он подал в суд на Stronach Group.

### Деятельность в Австрии
В 1986 году Стронак основал Magna Europa, штаб-квартира компании расположилась в Обервальтерсдорфе, Нижняя Австрия. В конце 1990-х он стал заметной фигурой в австрийском обществе. В 1997 Стронак объявил о строительстве парка развлечений в Эбрайхсдорфе. На его территории должен был появиться гигантский глобус, представляющий собой Землю, его высота должна была составить 110 метров, таким образом он был бы виден из любой точки Венского бассейна. Проект так и не был реализован по причине возражений общественности.
В 1998 году Magna приобрела Steyr-Daimler-Puch. Стронак успешно предотвратил создание рабочих советов в нарушение австрийского трудового законодательства в недавно объединённой компании Magna Steyr, объявив выговор сотрудникам, которые сотрудничали с профсоюзами. В 2003 году Стронак также планировал поглотить VOEST, но это проект провалился. В 2004 году в Эбрайхсдорфе были открыты развлекательный центр и площадка для конкура Magna Racino.

## Скачки чистокровных скакунов
Стронак является владельцем Stronach Group, которая специализируется на развлечениях и скачках, компания владеет и управляет самыми известными ипподромами в США. Ранним успехом Фрэнка можно назвать его сотрудничество с Нельсоном Банкер Фантом и основанным им залом славы чистокровных скаковых лошадей «Glorious Song», чья лошадь в 1980 году была отмечена суверенной наградой Canadian Hourse of the Year.
Его лошадь выиграла соревнования Queen’s Plate в 1994 и 1997 годах, Belmont Stakes в 1997 году и Preakness Stakes в 2000. Его лошадь Ghostzapper выиграла несколько крупных гонок, включая Breeders' Cup Classic в 2004, завоевала награду American Hourse of the Year и была признана самой рейтинговой лошадью в мире в 2004 году. В Канаде Стронак и его компания Stronach Stables выигрывали премию Sovereign Award for Outstanding Owner 9 раз. В Америке премию Eclipse Award for Outstanding Owner удалось получить в 1998, 1999 и 2000 годах. В 2000 году он получил премию Eclipse Award for Outstanding Breeder, как выдающийся селекционер. Впоследствии он организовал компанию Adena Springs Farms, которая владеет коневодческими фермами в Кентукки, Флориде и Канаде. В 2004, 2005 и 2006 годах он вновь был удостоен премии Eclipse Award for Outstanding Breeder.

## Политическая жизнь

### Политика Канады
На канадских федеральных выборах 1988 года в York-Simcoe Стронак был кандидатом от Либеральной партии Канады, но потерпел поражение от прогрессивного консерватора Джона Коула. Magna International также была известна своими связями с Прогрессивно-консервативной и Либеральной партиями Онтарио.
Эти связи были наиболее широко продемонстрированы, когда прогрессивно-консервативный премьер-министр Эрни Ивс и министр финансов Джанет Экер получили субсидирование бюджета Онтарио в 2003 году от Magna. Это привело к обвинениям в том, что правительство нарушало многовековые парламентские традиции и, как правило, вызывало негативное отношение к прогрессивным консерваторам на следующих местных выборах.

### Политика Австрии
В 2011 году Стронак занялся политикой в Австрии, предложив создать новую политическую партию «Гражданский Альянс», выступающую за реформу налогов, здравоохранения и образования. В ноябре 2011 года он призвал общество к «интеллектуальной революции» в Австрии, предложив финансировать политическую партию, возглавляемую студентами.
О планах Стронака сформировать новую партию стало известно в 2012 году. Он предлагал ввести единый налог в размере 20 %, сократить бюрократию на 10 % в течение 5 лет, а также оптимизировать и сбалансировать бюджет. И полностью исключил возможность руководства партией для себя.
Стронак утверждал, что Австрия должна остаться в ЕС, но выступал против евро, называя его «чудовищем».
Его программу сравнивали с политической партией Альянс за будущее Австрии (BZÖ). Стронак восхищался лидером партии (BZÖ) Йозефом Бухером, как единственным политиком в Австрии, который представляет экономический либерализм. Это привело к предположениям, что Стронак возьмет на себя управление партией (BZÖ) перед выборами 2013 года, чтобы обеспечить ей места в парламенте.
Новая партия была образована в сентябре 2012 года. Проведённый в августе 2012 года опрос Gallup показал, что партия сможет получить 8 % голосов. Четыре члена парламента: Герхерд Кефер от социал-демократической партии Австрии, Элизабет Кауфман-Брукбергер от BZÖ и независимые Роберт Лугар и Эрих Тайлер согласились вступить в партию. Для участия партии во всеобщих выборах необходимо одобрение как минимум трёх членов Национального совета. В качестве альтернативы необходимо собрать 2600 подписей в поддержку партии.

## Футбол
Фрэнк Стронак также интересуется футболом, с 1999 по 2005 год он был главным спонсором футбольного клуба Австрия Вена. Несмотря на то, что бюджет клуба был в 3 раза выше, чем у команд-конкурентов, и то, что Стронак был одновременно президентом Чемпионата Австрии по футболу, клубу удалось выиграть чемпионат Австрии лишь дважды. 21 ноября 2005 года Стронак решил прекратить спонсорскую поддержку клуба, причиной тому стали разногласия с членами футбольного клуба Австрия Вена. А 24 ноября 2005 года им было принято решение не баллотироваться на перевыборы на пост президента Чемпионата Австрии по футболу.
Стронак также основал футбольную академию Фрэнка Стронака в Холлабрунне для воспитания и обучения игроков-подростков. Академия была закончила своё существование в 2009 году.

## Ураган Катрина
6 сентября 2005 года Стронак и Magna International выделили 2 миллиона долларов США в помощь людям, потерявшим свои жилища в результате урагана Катрина. По сообщению Toronto Star, Magna International Corp. предоставила временное жильё почти 260 эвакуированным из района Нового Орлеана в тренировочном центре ипподрома в районе Палм-Бич, штат Флорида. А уже в ноябре пострадавшие переедут на новое место жительство взамен утраченному. Заводы гигантов-производителей запасных частей Magna International Corp. и MEC искали участок земли площадью от 2 до 4 квадратных километров в районе Батон-Руж в Луизиане, чтобы создать городок из трейлеров со всей необходимой инфраструктурой. В интервью The Star Стронак сказал: « Мы хотели бы построить пространство для комфортного проживания людей, которое мы будем спонсировать в течение следующих 5-7 лет». Затем 6 октября 2005 года было объявлено, что это проект будет называться Magnaville. Позже за официальное название было принято Canadaville.

## Награды
В 1999 году Странак был удостоен Ордена Канады. В декабре 1997 года Стронак получил почётное звание доктора технических наук Университета Кеттеринга.